# Cyrtandra kalichii
Cyrtandra kalichii är en tvåhjärtbladig växtart som beskrevs av Heinrich Wawra. Cyrtandra kalichii ingår i släktet Cyrtandra och familjen Gesneriaceae. Inga underarter finns listade i Catalogue of Life.